# گوزن بخارا
گوزن بخارا (نام علمی: Cervus elaphus bactrianus) نام یک زیرگونه از گونه گوزن قرمز است. این گوزن بومی آسیای مرکزی است و در خراسان بزرگ، ترکستان، افغانستان و تین شان زندگی می‌کند. این گوزن شباهت‌های زیادی با زیرگونهٔ گوزن قرمز یارکندی داشته و جمعیت این دو زیرگونه توسط رشته کوه تین شان از هم جدا شده‌اند. جمعیت این پستاندار درسال ۱۹۹۹ میلادی بالغ بر ۴۰۰ راس بود اما طی بررسی‌های اخیر مجموع تعداد این گوزن بیش از ۱۴۰۰ فرد بوده و این تعداد نیز رو به افزایش است.